# Убийство Шингарёва и Кокошкина

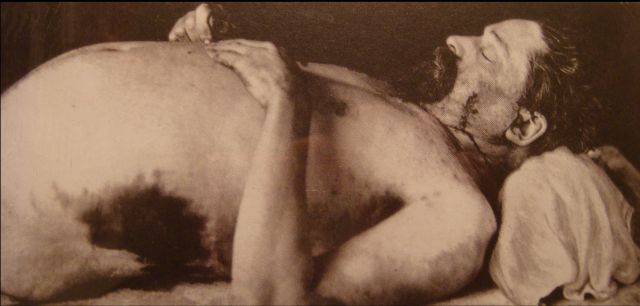
Тело убитого Шингарёва.

Уби́йство Шингарёва и Коко́шкина — убийство революционными матросами 7 января 1918 года в порядке самосуда членов ЦК партии кадетов А. И. Шингарёва и Ф. Ф. Кокошкина. По мнению ряда историков, это убийство явилось первым актом «красного террора».

## Предыстория
28 ноября (11 декабря) 1917 года Совет народных комиссаров издал декрет, объявлявший партию кадетов «партией врагов народа» и предусматривавший арест её лидеров.
Кокошкин был избран депутатом Учредительного собрания.

## Убийство
28 ноября (11 декабря) 1917 года оба были арестованы после их прибытия в Петроград на открытие Учредительного собрания. В конце декабря 1917 г. оба подали ходатайства о переводе их по состоянию здоровья из Петропавловской крепости в больницу. Отношение к арестантам резко ухудшилось после первого покушения на Ленина 1 января 1918 года. 6 января Шингарёва и Кокошкина перевели в Мариинскую тюремную больницу. В ночь с 6 на 7 января 1918 года оба политика были убиты революционными матросами и красногвардейцами.

…Около 30 матросов флотских экипажей «Ярославец» и «Чайка» охотно вызвались пойти с Басовым. С криками «вырезать», «лишние две карточки на хлеб останутся» разъярённая матросня ринулась к Мариинской больнице. Расставив на всякий случай посты на соседних улицах, около 10 матросов примерно в 21:30 ночи подошли к входу в больницу, стали стучать в дверь: «Сторож, открывай: здесь есть арестованные министры. Мы пришли на смену караула».
Увидев толпу вооружённых матросов, перепуганный сторож М. Е. Марков впустил их в больницу. Взяв у сторожа керосиновую лампу, Басов, зная расположение палат Кокошкина и Шингарёва, повёл матросов на 3-й этаж. Сначала матросы ворвались в палату А. И. Шингарёва. Тот готовился ко сну, сидел на кровати, прислонившись к стене.
Здоровенный матрос-эстонец Оскар Крейс схватил его за горло, повалил на кровать и стал душить. Настигнутый врасплох, Шингарёв попытался спросить: «Что, вы, братцы, делаете?» Однако матросы, крича, что «убивают министров за 1905 год, довольно им нашу кровь пить», стали беспорядочно в него стрелять из револьверов и колоть штыками.
Затем убийцы направились в палату Ф. Ф. Кокошкина, который уже спал. Тот же Крейс схватил его за горло со словами «Товарищ» и площадной бранью, а другой матрос, Я. И. Матвеев, двумя выстрелами в упор — в рот и сердце — убил его. Исполнив «свой классовый долг», матросы и красногвардейцы покинули больницу.

Уходя, они в комнате Шингарёва прихватили кожаную куртку и подарили её Басову. Опьянённые совершённым убийством, они требовали от Басова, чтобы тот повёл их в Петропавловскую крепость, где они намеревались расправиться с «сидевшими там министрами и Марковым II». Более того, они сказали Басову, что потом они пойдут в лечебницу Герзони, где в это время находилось ещё три министра Временного правительства. Когда Басов доложил Куликову о случившемся, тот выразил удовлетворение, сказав «туда им и дорога».
Двое из организаторов убийства — матросы Я. И. Матвеев и О. Крейс — входили в революционный отряд матросов Балтийского флота А. Г. Железнякова, расквартированный во 2-м флотском экипаже, на счету которого к тому времени уже были многие акты революционного террора во время советизации обеих столиц и Украины.

## Реакция на убийство

### Реакция большевистских властей
7 января 1918 года по приказу Ленина была образована следственная комиссия в составе В. Д. Бонч-Бруевича, наркома по морским делам П. Е. Дыбенко и наркома юстиции, левого эсера И. З. Штейнберга. В течение нескольких дней комиссии удалось установить личности всех участников убийства и арестовать 8 человек (С. И. Басова, Куликова, Рудакова, Блюменфельда, Михайлова, Арметьева, Семёнова, Розина). Флотские экипажи отказались выдавать матросов О. Крейса и Я. И. Матвеева; оба к суду так привлечены и не были под предлогом, что «не были разысканы».
7 января 1918 года Совнарком, заслушав доклад наркомюста Штейнберга, поручил НКЮ «в кратчайший срок проверить основательность содержания в тюрьмах политических заключенных… всех же, кому в течение 48 часов не может быть предъявлено обвинений, освободить». Не удовлетворившись этим, левые эсеры подняли вопрос о привлечении в комиссию по расследованию убийства «представителей от Центральных комитетов всех партий».
После правительственного кризиса, когда левые эсеры, включая наркома юстиции Штейнберга, вышли из правительства 15 марта 1918 года в знак протеста против заключения Брестского мира, большевики окончательно свернули все попытки организовать суд над убийцами. Обвинительное заключение, подготовленное Штейнбергом, было ими отвергнуто. Участники убийства были освобождены. Басов получил направление на один из фронтов Гражданской войны.

### Реакция товарищей по кадетской партии
Примечательно, что партийный товарищ убитых, князь П. Д. Долгоруков, сам находившийся в тот момент вместе с убийцами в Петропавловской крепости, намеревался на суде выступить в их защиту. Он подготовил речь «В защиту убийц Шингарёва и Кокошкина». В ней князь обвинял в расправе над своими товарищами верхушку большевистской партии, которая подготовила и издала Декрет от 28-го ноября, поставивший руководителей кадетской партии «вне закона», объявив их «врагами народа», тем самым санкционировав их травлю, вплоть до физического уничтожения. Долгоруков писал: «Трудно не отшатнуться в ужасе от трупов Шингарёва и Кокошкина, трудно и оправдать их убийц. Но вы (суд) должны разобраться в степени их виновности и, разобравшись, вы должны признать, что главные, наиболее сознательные убийцы Шингарёва и Кокошкина это те, кто подписал декрет 28-го ноября» — поэтому, писал далее Долгоруков, к суду следует привлечь главных виновников убийства — «иначе — ваш суд — не суд, а классовая и политическая расправа, где под личиной суда и правды царит месть и бесправие». Так как суда в итоге не было, то и речь Долгорукова осталась не произнесённой.

## Исторические оценки
В 1918 г. известный историк и социолог Николай Иванович Кареев написал некролог в стихах, желая отдать дань памяти своим коллегам и пытаясь донести до самых широких слоев общества крик протеста против жестокого убийства А. И. Шингарева и Ф. Ф. Кокошкина.
- Сайт посвящённый Андрею Ивановичу Шингарёву.